# Monterròs
El Monterròs és una muntanya de 1.098 metres que es troba al municipi de Bellver de Cerdanya, a la comarca de la Baixa Cerdanya.